# Dhyana
Dhyana (ध्यान dhyāna) är sanskrit för meditation, och utgör ett nyckelbegrepp inom såväl hinduism som buddhism. Enligt den hinduiska Yoga Sutra är dhyana en av yogans åtta vägar. 
Inom buddhismen är dhyana/jhana ett meditativt tillstånd som innebär att utövaren är fullständigt absorberad i sitt meditativa fokus. Theravadabuddhism erkänner åtta steg av dhyana, och dhyana är den femte av sex paramitor inom mahayanabuddhismen. I Kina blev dhyana känt som chan (禅), en inriktning som sedan spred sig till bland annat Vietnam, Korea och Japan där det kinesiska tecknet chan uttalades thiền, seon, respektive zen.